# Darko Pančev
Darko Pančev (en macedoni Дарко Панчев,  [ˈdarkɔ ˈpantʃɛf] (?·pàg.)) (7 de setembre, 1965, Skopje, Iugoslàvia, avui Macedònia del Nord) fou un futbolista que jugava de davanter.
Defensà els colors de Vardar Skopje, Estrella Roja de Belgrad, on marcà 94 gols en 91 partits de lliga i guanyà la Lliga de Campions de la UEFA i la Copa Intercontinental Cup el 1991, Inter de Milà i acabà la seva carrera a Alemanya i Suïssa.
També defensà els colors de la selecció de Iugoslàvia, amb la qual jugà a Itàlia 90 i de la selecció de Macedònia del Nord.
Fou Pilota d'Or al màxim golejador europeu la temporada 1990-1991, amb 34 gols. El novembre de 2003, per celebrar el jubileu de la UEFA fou nomenat Golden Player de la UEFA com a millor jugador de Macedònia del Nord dels darrers 50 anys.

## Estadístiques
| Club          | Temporada | Lliga iugoslava | Lliga iugoslava | Copa iugoslava | Copa iugoslava | Europa  | Europa | Total   | Total |
| Club          | Temporada | Partits         | Gols            | Partits        | Gols           | Partits | Gols   | Partits | Gols  |
| ------------- | --------- | --------------- | --------------- | -------------- | -------------- | ------- | ------ | ------- | ----- |
| Vardar Skopje | 1982–83   | 4               | 3               | 0              | 0              | 0       | 0      | 4       | 3     |
| Vardar Skopje | 1983–84   | 31              | 19              | 0              | 0              | 0       | 0      | 31      | 19    |
| Vardar Skopje | 1984–85   | 31              | 20              | 0              | 0              | 0       | 0      | 31      | 20    |
| Vardar Skopje | 1985–86   | 26              | 12              | 0              | 0              | 0       | 0      | 26      | 12    |
| Vardar Skopje | 1986–87   | 29              | 17              | 0              | 0              | 0       | 0      | 29      | 17    |
| Vardar Skopje | 1987–88   | 30              | 13              | 0              | 0              | 0       | 0      | 30      | 13    |
| Crvena Zvezda | 1989–90   | 32              | 25              | 0              | 0              | 0       | 0      | 32      | 25    |
| Crvena Zvezda | 1990–91   | 32              | 34              | 0              | 0              | 0       | 0      | 32      | 34    |
| Crvena Zvezda | 1991–92   | 28              | 25              | 0              | 0              | 0       | 0      | 28      | 25    |
| Total         |           | 243             | 168             | 0              | 0              | 0       | 0      | 243     | 168   |

Actualitzat el 26 de novembre de 2008